# Far from the Madding Crowd (1967)
Far from the Madding Crowd (br.: Longe desse insensato mundo / pt.: Longe da multidão) é um filme britânico de  1967 do gênero "Drama Romântico" dirigido por John Schlesinger. O roteiro adapta o livro homônimo de Thomas Hardy. A fotografia é de Nicolas Roeg e a trilha sonora foi composta por Richard Rodney Bennett. Canções folclóricas também foram utilizadas em várias cenas.
As locações foram em Dorset e Wiltshire. O filme é lembrado por uma cena erótica sutil, entre os personagens do sargento Troy e Bathsheba, quando ele demonstra suas habilidades de espadachim e simula dar várias estocadas na mulher que permanece imóvel e fascinada.

## Elenco
- Julie Christie...Bathsheba Everdene
- Terence Stamp...sargento Francis "Frank" Troy
- Peter Finch...William Boldwood
- Alan Bates...Gabriel Oak
- Fiona Walker...Liddy
- Prunella Ransome...Fanny Robin
- Alison Leggatt...senhora Hurst
- Paul Dawkins...Henery Fray
- Julian Somers...Jan Coggan
- John Barrett...Joseph Poorgrass
- Freddie Jones...Cainy Ball

## Sinopse
Por volta de 1860, na área rural do oeste da Inglaterra, vive Bathsheba Everdene, uma bonita, independente e teimosa mulher que herda uma fazenda de seu tio falecido. Ela própria decide cuidar da administração do imóvel, o que a princípio causa espanto aos demais fazendeiros. Ao longo da história, Bathsheba irá se relacionar com três pretendentes: o trabalhador mas sem sorte ex-fazendeiro Gabriel Oak, o solitário e reprimido rico fazendeiro William Boldwood, e o bem apessoado mas sem rumo sargento dos Dragões Francis Troy. Ela se apaixona pelo sargento e os dois se casam, mesmo o homem estando ligado a uma outra mulher. E logo Batsheba percebe que cometeu um grande erro.

## Nominações a prêmios
- Oscar por melhor música original
- BAFTAs por melhor fotografia e por melhores figurinos em filmes coloridos.